# Боровое (Шиловский район)
Боровое — село в Шиловском районе Рязанской области, административный центр Боровского сельского поселения.

## Географическое положение
Село Боровое расположено на ручье Воронок (приток Тырницы) в 15 км к востоку от пгт Шилово. Расстояние от деревни до районного центра Шилово по автодороге — 22 км.
Село окружено большими лесными массивами. В юго-восточной части села имеется большой пруд. К востоку от села расположен Барский пруд; к югу — балка Постнов Овраг, урочище Московская Посадка и Лес Зеленин; к западу — озеро Протасьево и река Тырница; к северу — урочища Морозовка и Круглый Лес. Ближайшие населенные пункты — деревни Ванчур, Елизаветинка и Уша.

## Население
По данным переписи населения 2010 г. в селе Боровое постоянно проживают 284 чел. (в 1992 г. — 380 чел.).
| 1859 | 1897 | 1906 | 2010 |
| ---- | ---- | ---- | ---- |
| 560  | ↗863 | ↗957 | ↘284 |

## Происхождение названия
Согласно «Толковому словарю» В. Даля, Боровой — к бору относящийся. Боровое место — хрящеватое, сухое, под хвойным лесом, можжевелом и вереском.
Рязанские краеведы А. В. Бабурин и А. А. Никольский отмечают, что вплоть до начала XX в. село носило двойное название — Спасское, Боровое тож. Первое название связано с тем, что населенный пункт первоначально относился к приходу Спасской церкви села Протасьев Угол; второе дано в связи с расположении в бору.
Близ села Боровое есть урочище Чёрный Яр. По-преданию там находится могила разбойника Чуркина, который когда-то был дворянином, но разорился. Тогда Чуркин собрал банду и стал грабить обозы, проезжавшие по Владимирской дороге (через Боровое проходила дорога на Владимир). Разбойник был убит и похоронен под Чёрным Яром.

## История
Впервые Спасское, Боровое тож (Боровой поселок) упоминается в документах конца XVIII в. в качестве сельца в приходе к Спасской церкви села Протасьев Угол. Сельцо было образовано помещиком Протасьевым из числа переселенцев из сельца Головачево Зарайского уезда, которое находилось в приходе Васильевской церкви. Сельцом в те времена называли сельское поселение деревенского типа, где имелся помещичий дом или часовня. Головачевские переселенцы на новом месте построили деревянную часовню во имя святителя Василия Великого.
В 1824 г., по просьбе управляющего имением помещика Протасьева, сельцо Спасское, Боровое тож, вместе с деревней Васильевкой было отчислено в приход Успенской церкви села Инякино Спасского уезда.
В 1869—1871 гг. по инициативе и на средства прихожан в Боровом рядом со старой ветхой часовней был построен деревянный храм во имя святителя Василия Великого, первым попечителем которого был избран местный житель Григорий Васильевич Зотов. Здание церкви имело в длину 41 аршин, а в ширину 12 аршин, и на его постройку было израсходовано 6381 руб. 33 коп. Одновременно с церковью были построены и дома для причта. 13 марта 1871 г. Васильевская церковь была освящена, и с этого времени статус Борового был повышен до села.
В 1878 г. вокруг Васильевской церкви в селе Боровое была устроена деревянная ограда, а в 1880 г. на средства прихожанина Григория Трофимовича Макарова внутренность храма была покрыта настенными росписями, а в трапезной устроен ещё один придельный престол — в честь Рождества Пресвятой Богородицы. В том же 1880 г. в селе Боровое была открыта церковно-приходская школа.
К 1888 г., по данным И. В. Добролюбова, в приходе к Васильевской церкви села Спасское, Боровое тож, помимо самого села со 113 дворами, числились деревни Угла (74 двора), Александровка (Летниковский поселок, 38 дворов) и Карловка (67 дворов), в которых всего проживало 1051 душа мужского и 1166 душ женского пола, в том числе раскольников беспоповского толка 7 мужчин и 6 женщин (в селе Боровом). Грамотными числились 160 мужчин и 28 женщин.
После Октябрьской революции 1917 г. церковно-приходская школа в селе Боровом была преобразована в начальную (советская школа 1-й ступени). В конце 1918 г. здание школы сгорело. Тогда местные крестьяне перевезли в село со станции Ушинский здание чайной зажиточных крестьян Зелениных и переоборудовали его под школу. В 1937 г. Васильевский храм в селе Боровом был закрыт, школа была преобразована в 7-летнюю и для неё построили новое здание.
В 1992 г. здание бывшего Васильевского храма было возвращено Рязанской епархии РПЦ и после реконструкции было заново освящено во имя Рождества Пресвятой Богородицы. Боровская основная общеобразовательная школа была закрыта в 2011 г. в связи с оптимизацией системы образования.

## Социальная инфраструктура
В селе Боровое Шиловского района Рязанской области имеются отделение почтовой связи, фельдшерско-акушерский пункт (ФАП), клуб и библиотека.

## Транспорт
Основные грузо- и пассажироперевозки осуществляются автомобильным и железнодорожным транспортом. На северной окраине села находится станция «Ушинский» железнодорожной линии «Рязань — Пичкиряево» Московской железной дороги.

## Достопримечательности
- Храм Рождества Пресвятой Богородицы — Богородицерождественская церковь. Построен в 1871 г. на средства прихожан.